# قلعه شهید نرماشیر
قلعه شهید نرماشیر مربوط به اوایل دوره قاجار است و در شهرستان نرماشیر، روستای الله‌آباد واقع شده و این اثر در تاریخ ۷ اسفند ۱۳۸۶ با شمارهٔ ثبت ۲۱۴۶۵ به‌عنوان یکی از آثار ملی ایران به ثبت رسیده‌است.